# Corinto (kommun i Colombia, Cauca, lat 3,17, long -76,20)
Corinto är en kommun i Colombia.   Den ligger i departementet Cauca, i den centrala delen av landet, 280 km sydväst om huvudstaden Bogotá. Antalet invånare är 28 310. Arean är 302 kvadratkilometer.
Terrängen i Corinto är varierad.